# Asse (meccanica)
L'asse in meccanica è un organo che sostiene, senza trasmissione di momento torcente, corpi rotanti ad esso solidali.
Il moto relativo fra asse e supporti è mediato da dispositivi appositi (cuscinetti), che riducono le perdite di energia meccanica per attrito.
Il sistema dell'asse e delle sue parti accessorie di vincolo, sostegno e lubrificazione è detto assale. Nel caso dei veicoli ferroviari l'assale è detto anche assile. Esso, insieme alle ruote, costituisce la sala montata.